# Jefferson Starship
Jefferson Starship — американський рок-гурт, утворений 1974 року в Сан-Франциско музикантами, що раніше були пов'язані з гуртом Jefferson Airplane.

## Історія
До складу гурту ввійшли Грейс Слік (вокал), Пол Кантнер (вокал, гітара), Девід Фріберг (гітара, вокал, клавішні), «Папа» Джон Креч (скрипка), Джон Барбата (ударні), Крейг Чеквіко (гітара, вокал). До першого складу також ввійшов Піт Кенгеру (бас, клавішні), якого швидко змінив Піт Сірс (бас, клавішні). Назва Jefferson Starship з'явилася ще 1970 року, коли Пол Кантнер записав альбом Blows Against The Empire як Paul Kantner & The Jefferson Starship. Проте офіційним дебютом гурту вважається записаний 1974 року альбом Dragon Fly. Платівка відразу здобула ринковий успіх завдяки свіжості та динаміці, яких бракувало лонгплеям Jefferson Airplane. Сингл «Ride The Tiger» посів 84 місце в чартах. У запису балади «Caroline» взяв участь один з засновників Jefferson Airplane Марті Бейлін, який незабаром приєднався до Jefferson Starship.
Виданий наприкінці 1975 року альбом Red Octopus приніс гурту найбільший успіх, розійшовся мільйонними тиражами та завоював верхівку американського чарту. На наступних альбомах Spitfire та Earth можна було помітити зміщення акцентів у бік хард-року, а твір «Count On Me» авторства Бейліна потрапив до американського Тор-10. Ще 1975 року гурт залишив Креч, а 1978 року Грейс було запропоновано залишити Jefferson Starship через алкогольну залежність. Наступного року гурт вирішив залишити Марті Бейлін, його замінив колишній учасник формації Елвіна Бішопа Мікі Томас. Того ж року на місце Барбати прийшов ударник гурту Journey Ейнслі Данбер. Лонгплей Freedom At Point Zero та американський хіт-сингл з нього «Jane», що з'явились 1979 року, лише віддалено нагадували музичний стиль, який постійно прагнув нав'язати гурту Кантнер.
1981 року до гурту повернулась Грейс Слік, а наступного року Данбера замінив Дон Бондвін. У цей період Jefferson Starship записали успішні альбоми Modern Times та Wings Of Change. Кантнер запримітив, що почав втрачати лідируючу позицію у гурті та наприкінці 1982 року вирішив записати сольний альбом. Наступного року він продовжив свою співпрацю з гуртом, але дедалі менше був задоволений своєю роллю у ньому. Наприкінці 1984 року він виступив разом з формацією Марті Бейліна, пропонуючи добірку з творів Jefferson Airplane. 1985 року після багатьох суперечок, пов'язаних з правом щодо назви «Jefferson Starship», Кантнер «відкупив» собі пів назви. 1986 року Кантнер разом з Бейліном та Кейседі утворили гурт The КВС Band. Аби помститися Кантнеру, його колишні колеги почали виступати як Starship Jefferson, але швидко скоротили назву до The Starship. Гурт існував протягом кінця 1980-х — початку 1990-х років, після чого розпався.
1992 року Кантнер повернувся до виступів з гуртом під назвою Jefferson Starship, неодноразово змінюючи склад музикантів. Він помер 2016 року. 2020 року колектив Jefferson Starship відродив один з членів оригінального складу, гітарист Девід Фріберг.

## Дискографія
- Dragon Fly (1974)
- Red Octopus (1975)
- Spitfire (1976)
- Earth (1978)
- Freedom At Point Zero (1979)
- Modern Times (1981)
- Winds Of Change (1982)
- Nuclear Furniture (1984)
- Windows Of Heaven (1998)
- Jefferson's Tree Of Liberty (2008)
- Mother Of The Sun (2020)[5]